# 最上峡

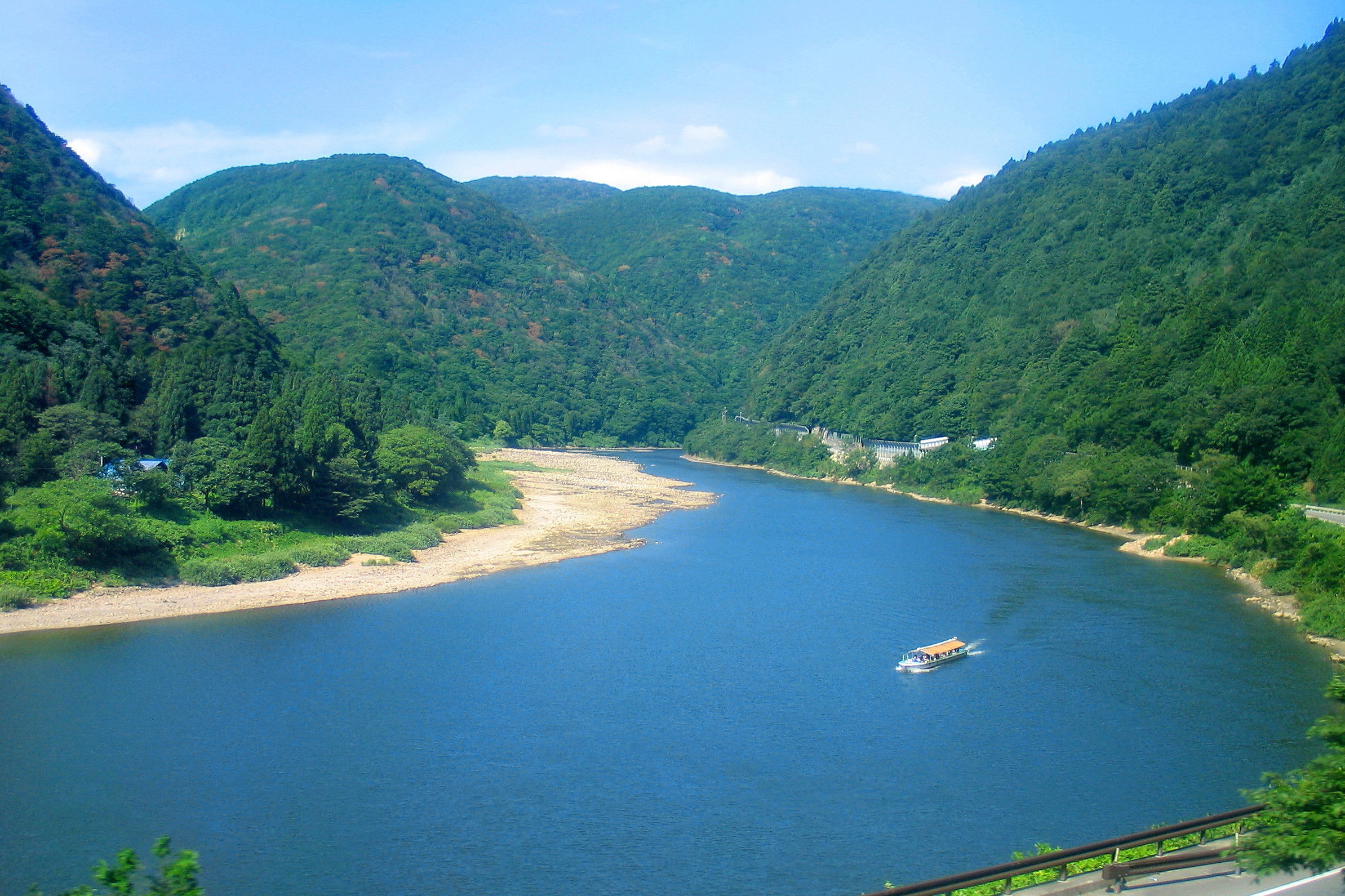
仙人堂付近より上流方向を望む（2006年8月）

最上峡（もがみきょう）は、山形県の最上川中流にある峡谷。戸沢村の古口地区から庄内町の清川地区の区間を指し、全長15kmに亘る。最上川県立自然公園の中核。

## 概要
最上川の急流が、堆積岩を浸食して形成した峡谷であり、出羽山地を東西に分断する。河床は20～30mであるが、それに山峡の標高60m～80mが加わるため、見かけよりもかなり深い谷間となっている。最上川は古くから急流（日本三大急流の一つ）にも数えられ、舟下りが親しまれていた一方で、庄内と内陸部を結ぶ交通手段としても欠かせないものであった。